# Torneo Godó 1998 - Qualificazioni singolare
Le qualificazioni del singolare  del Torneo Godó 1998 sono state un torneo di tennis preliminare per accedere alla fase finale della manifestazione. I vincitori dell'ultimo turno sono entrati di diritto nel tabellone principale. In caso di ritiro di uno o più giocatori aventi diritto a questi sono subentrati i lucky loser, ossia i giocatori che hanno perso nell'ultimo turno ma che avevano una classifica più alta rispetto agli altri partecipanti che avevano comunque perso nel turno finale.
Le qualificazioni del torneo Torneo Godó 1998 prevedevano 28 partecipanti di cui 7 sono entrati nel tabellone principale.

## Teste di serie
1. Emilio Benfele Álvarez (ultimo turno)
2. Jacobo Diaz-Ruiz (primo turno)
3. Alberto Martín (Qualificato)
4. Jose Imaz-Ruiz (primo turno)
5. Attila Sávolt (primo turno)
6. Frédéric Fontang (ultimo turno)
7. Nicolas Thomann (ultimo turno)

1. Joaquín Muñoz Hernández (Qualificato)
2. Roberto Carretero-Diaz (primo turno)
3. Juan Luis Rascón Lope (Qualificato)
4. David Sánchez (Qualificato)
5. Fabio Maggi (ultimo turno)
6. Feliciano López (primo turno)
7. Ivan Ljubičić (primo turno)

## Qualificati
1. Diego Hipperdinger
2. Feliciano López
3. Alberto Martín
4. David Sánchez

1. Juan Luis Rascón Lope
2. Joaquín Muñoz Hernández
3. Roberto Carretero-Diaz

## Tabellone

### Legenda
| - Q = Qualificato - WC = Wild card - LL = Lucky loser | - ALT = Alternate - SE = Special Exempt - PR = Protected Ranking | - w/o = Walkover - r = Ritirato - d = Squalificato |

### Sezione 1
|  | Primo turno | Primo turno            | Primo turno            | Primo turno | Primo turno |  |  | Ultimo turno | Ultimo turno           | Ultimo turno           | Ultimo turno | Ultimo turno |  |
|  |             |                        |                        |             |             |  |  |              |                        |                        |              |              |  |
|  | 1           | Emilio Benfele Álvarez | Emilio Benfele Álvarez | 7           | 6           |  |  |              |                        |                        |              |              |  |
|  |             | Pedro Canovas-Garcia   | Pedro Canovas-Garcia   | 6           | 1           |  |  | 1            | Emilio Benfele Álvarez | Emilio Benfele Álvarez | 6            | 4            |  |
|  |             | Diego Hipperdinger     | Diego Hipperdinger     | 7           | 6           |  |  |              | Diego Hipperdinger     | Diego Hipperdinger     | 7            | 6            |  |
|  | 14          | Ivan Ljubičić          | Ivan Ljubičić          | 6           | 4           |  |  |              |                        |                        |              |              |  |

### Sezione 2
|  | Primo turno | Primo turno      | Primo turno     | Primo turno | Primo turno |  |  | Ultimo turno    | Ultimo turno    | Ultimo turno    | Ultimo turno | Ultimo turno |  |
|  |             |                  |                 |             |             |  |  |                 |                 |                 |              |              |  |
|  |             | Marcos Górriz    | 1               | 6           | 7           |  |  |                 |                 |                 |              |              |  |
|  | 2           | Jacobo Diaz-Ruiz | 6               | 3           | 6           |  |  | Marcos Górriz   | Marcos Górriz   | Marcos Górriz   | 2            | 4            |  |
|  |             | Feliciano López  | Feliciano López | 6           | 6           |  |  | Feliciano López | Feliciano López | Feliciano López | 6            | 6            |  |
|  | 13          | Jan Weinzierl    | Jan Weinzierl   | 3           | 3           |  |  |                 |                 |                 |              |              |  |

### Sezione 3
|  | Primo turno | Primo turno    | Primo turno    | Primo turno | Primo turno |  |  | Ultimo turno | Ultimo turno   | Ultimo turno | Ultimo turno | Ultimo turno |  |
|  |             |                |                |             |             |  |  |              |                |              |              |              |  |
|  | 3           | Alberto Martín | Alberto Martín | 7           | 6           |  |  |              |                |              |              |              |  |
|  |             | Wayne Arthurs  | Wayne Arthurs  | 6           | 4           |  |  | 3            | Alberto Martín | 4            | 6            | 6            |  |
|  | 12          | Fabio Maggi    | Fabio Maggi    | 6           | 6           |  |  | 12           | Fabio Maggi    | 6            | 1            | 2            |  |
|  |             | Albert Bassas  | Albert Bassas  | 0           | 1           |  |  |              |                |              |              |              |  |

### Sezione 4
|  | Primo turno | Primo turno        | Primo turno        | Primo turno | Primo turno |  |  | Ultimo turno | Ultimo turno  | Ultimo turno | Ultimo turno | Ultimo turno |  |
|  |             |                    |                    |             |             |  |  |              |               |              |              |              |  |
|  |             | Joan Balcells      | Joan Balcells      | 7           | 6           |  |  |              |               |              |              |              |  |
|  | 4           | Jose Imaz-Ruiz     | Jose Imaz-Ruiz     | 5           | 4           |  |  |              | Joan Balcells | 4            | 7            | 6            |  |
|  | 11          | David Sánchez      | David Sánchez      | 6           | 6           |  |  | 11           | David Sánchez | 6            | 6            | 7            |  |
|  |             | Sergi Duran-Bernad | Sergi Duran-Bernad | 4           | 4           |  |  |              |               |              |              |              |  |

### Sezione 5
|  | Primo turno | Primo turno            | Primo turno            | Primo turno | Primo turno |  |  | Ultimo turno | Ultimo turno           | Ultimo turno           | Ultimo turno | Ultimo turno |  |
|  |             |                        |                        |             |             |  |  |              |                        |                        |              |              |  |
|  |             | David Caballero Garcia | David Caballero Garcia | 7           | 6           |  |  |              |                        |                        |              |              |  |
|  | 5           | Attila Sávolt          | Attila Sávolt          | 6           | 1           |  |  |              | David Caballero Garcia | David Caballero Garcia | 3            | 5            |  |
|  | 10          | Juan Luis Rascón Lope  | Juan Luis Rascón Lope  | 6           | 6           |  |  | 10           | Juan Luis Rascón Lope  | Juan Luis Rascón Lope  | 6            | 7            |  |
|  |             | Oscar Serrano-Gamez    | Oscar Serrano-Gamez    | 4           | 3           |  |  |              |                        |                        |              |              |  |

### Sezione 6
|  | Primo turno | Primo turno             | Primo turno             | Primo turno | Primo turno |  |  | Ultimo turno | Ultimo turno            | Ultimo turno            | Ultimo turno | Ultimo turno |  |
|  |             |                         |                         |             |             |  |  |              |                         |                         |              |              |  |
|  | 6           | Frédéric Fontang        | Frédéric Fontang        | 6           | 6           |  |  |              |                         |                         |              |              |  |
|  |             | Carlos Cuadrado         | Carlos Cuadrado         | 1           | 1           |  |  | 6            | Frédéric Fontang        | Frédéric Fontang        | 0            | 1            |  |
|  | 8           | Joaquín Muñoz Hernández | Joaquín Muñoz Hernández | 6           | 6           |  |  | 8            | Joaquín Muñoz Hernández | Joaquín Muñoz Hernández | 6            | 6            |  |
|  |             | Jordi Mas-Rodriguez     | Jordi Mas-Rodriguez     | 4           | 4           |  |  |              |                         |                         |              |              |  |

### Sezione 7
|  | Primo turno | Primo turno            | Primo turno            | Primo turno | Primo turno |  |  | Ultimo turno | Ultimo turno           | Ultimo turno | Ultimo turno | Ultimo turno |  |
|  |             |                        |                        |             |             |  |  |              |                        |              |              |              |  |
|  | 7           | Nicolas Thomann        | Nicolas Thomann        | 6           | 6           |  |  |              |                        |              |              |              |  |
|  |             | Sebastian Weisz        | Sebastian Weisz        | 0           | 4           |  |  | 7            | Nicolas Thomann        | 2            | 6            | 4            |  |
|  |             | Roberto Carretero-Diaz | Roberto Carretero-Diaz | 7           | 6           |  |  |              | Roberto Carretero-Diaz | 6            | 1            | 6            |  |
|  | 9           | Thomas Larsen          | Thomas Larsen          | 5           | 0           |  |  |              |                        |              |              |              |  |